# Avraham Shlonsky
Abraham Shlonsky (Karyokov, actual Ucrania, 6 de marzo de 1900 - Tel Aviv, Israel, 18 de mayo de 1973), en hebreo: אברהם שלונסקי, en ruso: Аврам Шлёнский) fue un poeta y editor israelí ganador del Premio Israel de literatura en 1967. 
De familia jasídica originaria de Poltava, Abraham estudió en Dnipropetrovsk, donde se mostró contrario a la política rusa durante la Primera Guerra Mundial y empezó a interesarse por el sionismo, estableciéndose definitivamente en Palestina a los 21 años. 
Trabajó en el kibutz Ein Harod, donde afirmó su vocación poética, con carácter humorístico, satírico y renovador en oposición a Jaim Najman Biálik. Militó además en Mapam, un partido sionista marxista y participó en el resurgimiento del idioma hebreo y tradujo a clásicos como Shakespeare o Gogol.